# Марлан
Марла́н (фр. Marlens) — колишній муніципалітет у Франції, у регіоні Овернь-Рона-Альпи, департамент Верхня Савоя. Населення — 866 осіб (2011).
Муніципалітет був розташований на відстані близько 460 км на південний схід від Парижа, 120 км на схід від Ліона, 24 км на південний схід від Ансі.

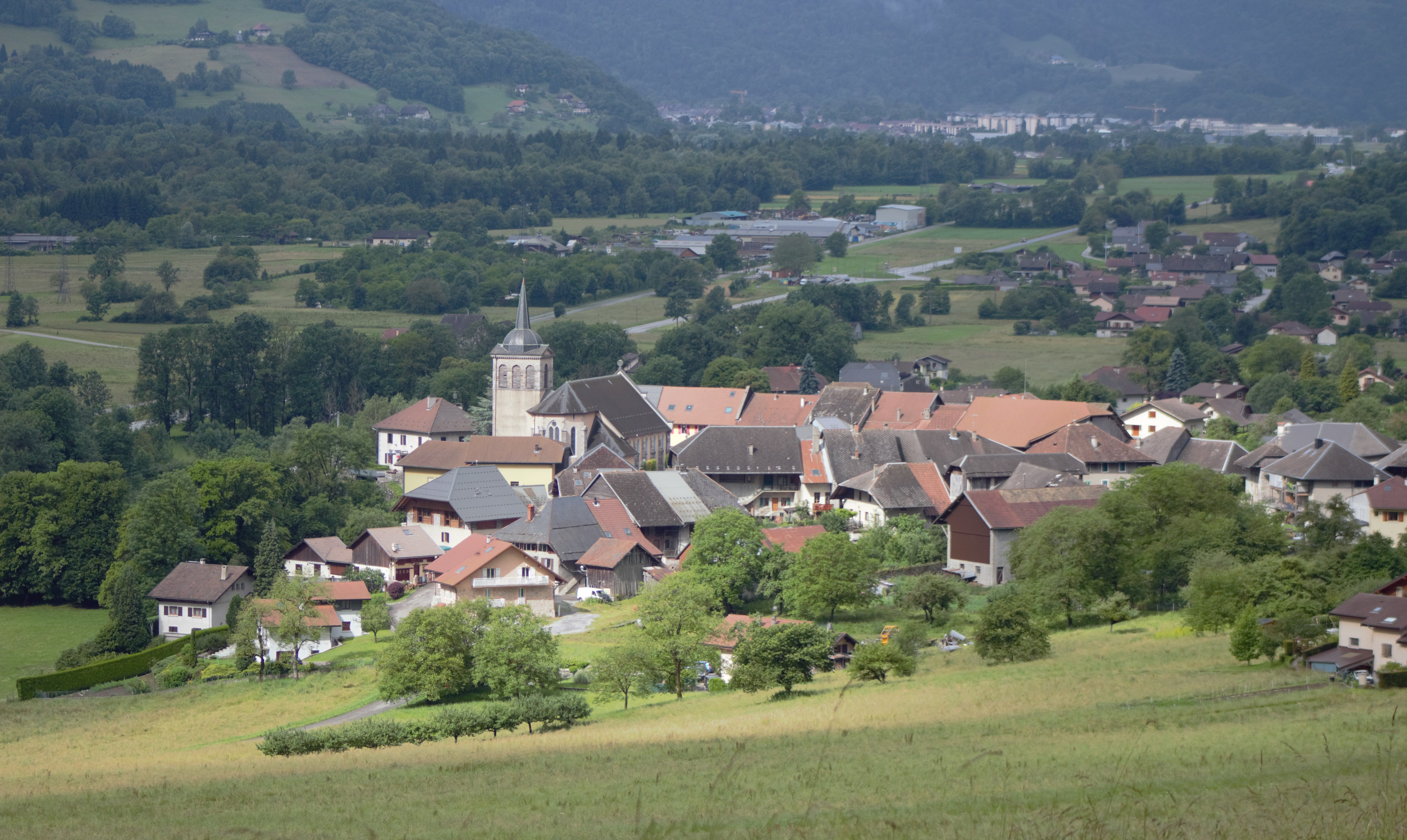
Marlens

## Історія
До 2015 року муніципалітет перебував у складі регіону Рона-Альпи. Від 1 січня 2016 року належав до нового об'єднаного регіону Овернь-Рона-Альпи.
1 січня 2016 року Марлан і Кон-Сент-Коломб було об'єднано в новий муніципалітет Валь-де-Шез.

## Демографія
Динаміка населення (INSEE ):
Розподіл населення за віком та статтю (2006):
| Стать | Всього | До 15 років | 15-24 | 25-44 | 45-64 | 65-85 | Понад 85 |
| --- | ------ | ----------- | ----- | ----- | ----- | ----- | -------- |
| Чоловіки | 396    | 78          | 37    | 112   | 116   | 49    | 4        |
| Жінки | 399    | 99          | 20    | 111   | 112   | 49    | 8        |
| \| Статево-вікова піраміда \| Статево-вікова піраміда \| Статево-вікова піраміда \| \| ----------------------- \| ----------------------- \| ----------------------- \| \| Чоловіки \| Вік \| Жінки \| \| 4 \| 85 + \| 8 \| \| 12 \| 80-84 \| 4 \| \| 8 \| 75-79 \| 21 \| \| 8 \| 70-74 \| 16 \| \| 21 \| 65-69 \| 8 \| \| 21 \| 60-64 \| 25 \| \| 33 \| 55-59 \| 29 \| \| 25 \| 50-54 \| 29 \| \| 37 \| 45-49 \| 29 \| \| 29 \| 40-44 \| 25 \| \| 29 \| 35-39 \| 37 \| \| 33 \| 30-34 \| 37 \| \| 21 \| 25-29 \| 12 \| \| 16 \| 20-24 \| 8 \| \| 21 \| 15-20 \| 12 \| \| 21 \| 10-14 \| 29 \| \| 41 \| 5-9 \| 29 \| \| 16 \| 0-4 \| 41 \| |        |             |       |       |       |       |          |
| Статево-вікова піраміда |        |             |       |       |       |       |          |
| Чоловіки | Вік    | Жінки       |       |       |       |       |          |
| 4 | 85 +   | 8           |       |       |       |       |          |
| 12 | 80-84  | 4           |       |       |       |       |          |
| 8 | 75-79  | 21          |       |       |       |       |          |
| 8 | 70-74  | 16          |       |       |       |       |          |
| 21 | 65-69  | 8           |       |       |       |       |          |
| 21 | 60-64  | 25          |       |       |       |       |          |
| 33 | 55-59  | 29          |       |       |       |       |          |
| 25 | 50-54  | 29          |       |       |       |       |          |
| 37 | 45-49  | 29          |       |       |       |       |          |
| 29 | 40-44  | 25          |       |       |       |       |          |
| 29 | 35-39  | 37          |       |       |       |       |          |
| 33 | 30-34  | 37          |       |       |       |       |          |
| 21 | 25-29  | 12          |       |       |       |       |          |
| 16 | 20-24  | 8           |       |       |       |       |          |
| 21 | 15-20  | 12          |       |       |       |       |          |
| 21 | 10-14  | 29          |       |       |       |       |          |
| 41 | 5-9    | 29          |       |       |       |       |          |
| 16 | 0-4    | 41          |       |       |       |       |          |

## Економіка
2010 року серед 569 осіб працездатного віку (15—64 років) 416 були активними, 153 — неактивними (показник активності 73,1%, у 1999 році було 69,2%). З 416 активних мешканців працювали 394 особи (213 чоловіків та 181 жінка), безробітними було 22 (10 чоловіків та 12 жінок). Серед 153 неактивних 40 осіб було учнями чи студентами, 69 — пенсіонерами, 44 були неактивними з інших причин.

У 2010 році в муніципалітеті числилось 363 оподатковані домогосподарства, у яких проживали 862,0 особи, медіана доходів виносила 20 356,5 євро на одного особоспоживача